# Country Bear Jamboree
Country Bear Jamboree est une attraction disparue de Disneyland, mais toujours ouverte dans son lieu de naissance au Magic Kingdom ainsi qu'à Tokyo Disneyland. Cette attraction, conçue par Marc Davis, était prévue à l'origine pour le centre de loisirs de Disney's Mineral King Ski Resort, mais fut construite en Floride en raison de l'abandon du projet.

## L'attraction
L'attraction est une salle de spectacle avec des personnages en audio-animatronics. La plupart des personnages sont des ours qui jouent de la musique country, d'où le nom de l'attraction. Côté scène, les personnages montent depuis le dessous de la scène grâce à des plateformes, descendent du plafond ou sortent de derrière les rideaux tandis que côté public d'autres personnages, disséminés dans la salle dont des trophées accrochés au mur, interagissent avec ceux sur scène.

### Historique
Le spectacle Country Bear Jamboree est conçu à l'origine par Walt Disney pour animer un centre de villégiature en montagne, le Disney's Mineral King Ski Resort prévu dans les années 1960. Il savait qu'un spectacle ravirait les visiteurs et que les bandes d'ours étaient aussi appréciées du public. Le studio Disney avait produit plusieurs films avec des ours et un groupe musical d'ours semblait une bonne idée. Il demande à l'imagineer Marc Davis de se charger du projet,.
Davis, assisté du scénariste Al Bertino, propose de nombreux groupes d'ours dont des fanfares, des mariachis et des groupes de Dixieland. Walt Disney les apprécie tous, mais il meurt avant de prendre une quelconque décision concernant le spectacle. À la vue des esquisses Jimmy Johnson, président des labels musicaux de Disney, ne voit pas de rapport avec le style Dixie mais plutôt la musique country. Assisté par Rose Mussi, Jimmy Johnson fournit à Marc Davis et Al Bertino des centaines de disques country pour faire une sélection de chansons. Le projet persiste quand même et il est intégré à un restaurant-spectacle du centre de villégiature avec une atmosphère country.
Le projet de spectacle avançait, mais pas celui de la station de ski. Les imagineers décidèrent d'intégrer le spectacle au Magic Kingdom de Walt Disney World Resort pour son ouverture en 1971. À cette époque, l'imagineer (paroliers et scénariste) X Atencio et le directeur musical George Bruns conçurent les paroles et les musiques pour les ours.
L'attraction Country Bear Jamboree ouvrit ses portes le 1er octobre 1971 avec le parc Magic Kingdom. Country Bear Jamboree est la première grande attraction à faire ses débuts en Floride au lieu de Disneyland. Elle y connut un certain succès qui décida les imagineers à construire une réplique à Disneyland.
Cette réplique, ouverte le 24 mars 1972, lance la création d'un nouveau land, le Bear Country et la création de deux salles de spectacle mitoyennes de 306 places chacune. Malheureusement l'attraction californienne ne reçut pas le même succès et la seconde salle fut rarement utilisée. Les deux salles fut transformées après la fermeture de l'attraction le 9 septembre 2001 pour laisser la place à l'attraction Many Adventures of Winnie the Pooh.
Une version est aussi construite à Tokyo Disneyland en 1983, ouverte avec le parc le 15 avril, et continue à accueillir des visiteurs comme celle du Magic Kingdom.
L'attraction est adaptée au cinéma en 2002 avec le film Les Country Bears.

### Le spectacle
Le spectacle est une succession ininterrompue de courts extraits de musique country joués par des ours différents. À chaque fois qu'un des ours doit chanter, un rideau s'ouvre pour le révéler, sauf dans les cas suivant :
- Wendell sort de dessous la scène
- Teddy Barra descend du plafond
- Gomer vient du fond de la scène
- The Sun Bonnets viennent aussi de dessous la scène

Le spectacle débute par les incitations de Max, Buff et Melvin à Henry pour qu'il commence sa chanson. Henry demande alors à Gomer de lui faire une petite introduction.
En raison de son importante popularité, le spectacle possède deux variations supplémentaires au parc Disneyland durant l'été et l'hiver: 
- Country Bear Christmas Spécial depuis novembre 1984 pour Noël[1],[5]
- Country Bear Vacation Hoedown depuis février 1986 pour les vacances d'été[1]

### Les chansons
- Pianjo - Gomer et Henry

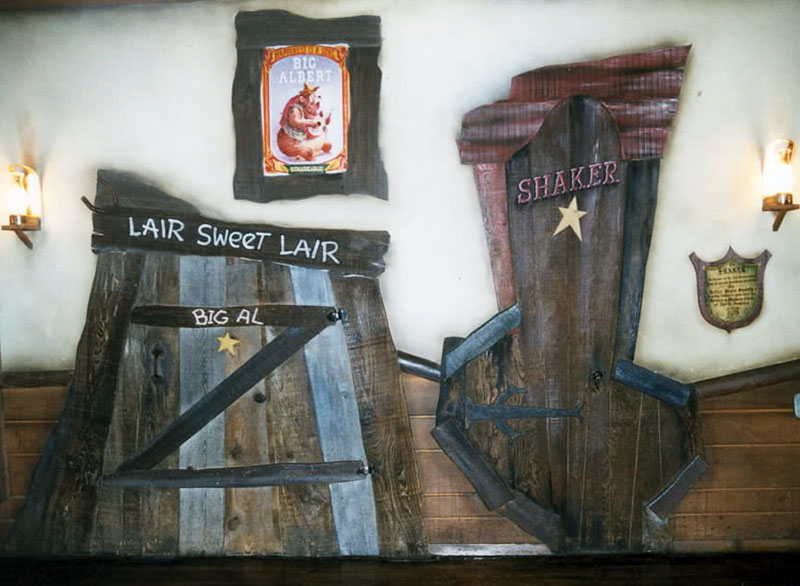
Salle d'entrée de la version de Disneyland avec les portes appropriées à chaque ours.

- Bear Band Serenade - The Five Bear Rugs, Gomer et Henry
- Fractured Folk Song - Henry and Wendell
- My Woman Ain't Pretty (But She Don't Sware None) - Liver Lips McGrowl
- Mama, Don't Whip Little Buford
- Tears Will Be the Chaser For My Wine - Trixie
- Pretty Little Devilish Mary - The Five Bear Rugs
- How Long Will My Baby Be Gone
- All the Guys That Turn Me On Turn Me Down - The Sun Bonnets et Gomer
- If Ya Can't Bite, Don't Growl - Ernest
- Heart, We Did All That We Could - Teddi Barra
- Blood on the Saddle - Big Al
- La Ballade de Davy Crockett (The Ballad of Davy Crockett) - Henry et Sammy
- Ole Slew Foot - tous les ours (sauf Ernest et Trixie), Sammy, Max, Buff et Melvin
- Come Again - Henry, Sammy, Max, Buff et  Melvin

### Les personnages

#### Les ours
- Henry - Il est le « maître de cérémonie » du spectacle. Il est brun, accueillant et amical. Il porte un chapeau haut de forme noir et a la voix de Peter Renaday. Il est implicite que lui et Teddy Barra vivent une romance en coulisse.
- Liver Lips McGrowl- C'est l'ours avec l'apparence la plus singulière. Il doit son nom à ses larges lèvres. Il est brun et joue de la guitare. Van Stoneman lui prête sa voix.
- Wendell - C'est un ours brun jouant de la mandoline. Il porte un bandana bleu autour de son cou et un petit chapeau brun. Il a des dents proéminentes et la voix de Bill Cole. Son rôle a été grandement réduit depuis la remise à neuve de l'attraction en 2012 car sa chanson en duo avec Henry "Fractured Folk Song" a été supprimé, et il n'est plus fait mention de son nom dans le spectacle.
- Teddi Barra - C'est le seul ours (plutôt la seule ourse) à ne pas apparaître sur scène. À la place elle descend d'un orifice du plafond sur son cerceau décoré de roses. C'est une ourse brune portant un chapeau bleu avec une plume rose, (le chapeau est devenu violet depuis la remise à neuve du spectacle en 2012) un long boa s'enroulant autour de son cou. Elle a la voix de Patsy Stoneman.
- Ernest - C'est un ours brun jouant du violon, portant un chapeau melon et un foulard rouge à pois autour de son cou. Van Stoneman lui donna sa voix d'octobre 1971 à juillet 1975 quand la voix de l'ours fut ré-enregistré par Randy Sparks.
- Terrence (alias Shaker) - C'est un grand ours avec une fourrure beige (grise à Disneyland) portant un chapeau de mineur (et une veste jaune depuis la remise à neuve de 2012) et jouant de la guitare. Sa voix est aussi celle de Van Stoneman.
- Trixie - C'est une grosse ourse brune portant un nœud bleu sur la tête, un tutu bleu autour de la taille et un mouchoir bleu dans sa main gauche. Elle a un petit faible pour Henry et la voix de Cheryl Poole.
- Big Al - C'est l'ours le plus gros, il est gris mais avec le ventre plus clair. Il porte un chapeau marron et une veste rouge. Il joue de la guitare et chante avec la voix de Tex Ritter. C'est une caricature du scénariste Al Bertino[4]
- The Sun Bonnet Trio Ces trois ourses, des triplées, ont une fourrure brune avec des bonnets et des robes bleus.
  - Bunny - Elle se tient au milieu de la scène et possède la voix de Jackie Ward.
  - Bubbles - Elle se tient sur la gauche du public près de Gomer et possède la voix de Loulie Jean Norman.
  - Beulah - Elle se tient sur la droite du public et possède la voix de Peggy Clark.
- Gomer - Ce n'est pas un chanteur mais un pianiste avec une ruche sur son piano. Il est grand, brun et porte un costume avec une cravate bleue. Il est considéré comme le bras droit d'Henry. Depuis la remise à neuve de l'attraction en 2012, il a des cheveux blonds ainsi qu'un petit bouc blond.
- The Five Bear Rugs
  - Zeke - Considéré comme le leader du quintet, il joue du banjo et tape sur le « casserole » avec un « vrai bon vieux rythme country ». Il a une fourrure grise, un chapeau haut de forme gris et des lunettes. Sa voix était celle de Dallas McKennon entre octobre 1971 et juillet 1975, ensuite il fut remplacé par Randy Sparks.Depuis 2012, on ne peut plus entendre sa chanson "Pretty Little Devilish Mary" dans le spectacle, car elle a été supprimée de celui-ci.
  - Zeb - C'est un ours brun avec un ventre clair. Il joue du violon et porte un bandana autour du cou et un chapeau de mineur. Sa voix est celle d'un membre de la famille Stoneman.
  - Ted - C'est un grand ours velu avec une fourrure brune, une veste et un chapeau brun. Il souffle dans un brechet et joue de la planche à laver.
  - Fred - C'est le plus grand des cinq ours, il joue ironiquement le plus petit instrument, de la guimbarde. C'est un ours brun portant un jean bleu avec bretelles ainsi qu'une cravate rayée rouge et blanc.
  - Tennessee - Il joue de la guitare mais avec une seule corde. Il porte un bandana (rouge en Floride et bleu en Californie). Sa voix est celle d'un membre de la famille Stoneman.
- Baby Oscar - Cet ourson apparaît avec les Five Bear Rugs mais ne joue d'aucun instrument et ne parle pas non plus. Il est brun et tient un ours en peluche. Dans l'album de 1971, il est mentionné que Zeb est son père.
- Rufus - C'est le projectionniste. Il n'est pas visible mais peut être entendu de temps en temps depuis les coulisses toujours hors d'haleine.

#### Autres animaux
- Max - Max est une tête de cerf en trophée accrochée au mur et avec la voix de Peter Renaday.
- Buff - C'est le leader des têtes d'animaux et aussi le plus gros. C'est une tête de bison et à la voix du légendaire Thurl Ravenscroft.
- Melvin - C'est l'imbécile du trio des trophées qui fait des blagues sur la nature et a la voix de Bill Lee.
- Sammy - C'est le raton laveur d'Henry et sort de son chapeau. Sa voix est celle de Bill Cole. Dans la version "Vacation Hoedown" du show, il est remplacé par une mouffette nommée Randy.

## Les différentes attractions
Les attractions sont sensiblement identiques.

### Magic Kingdom

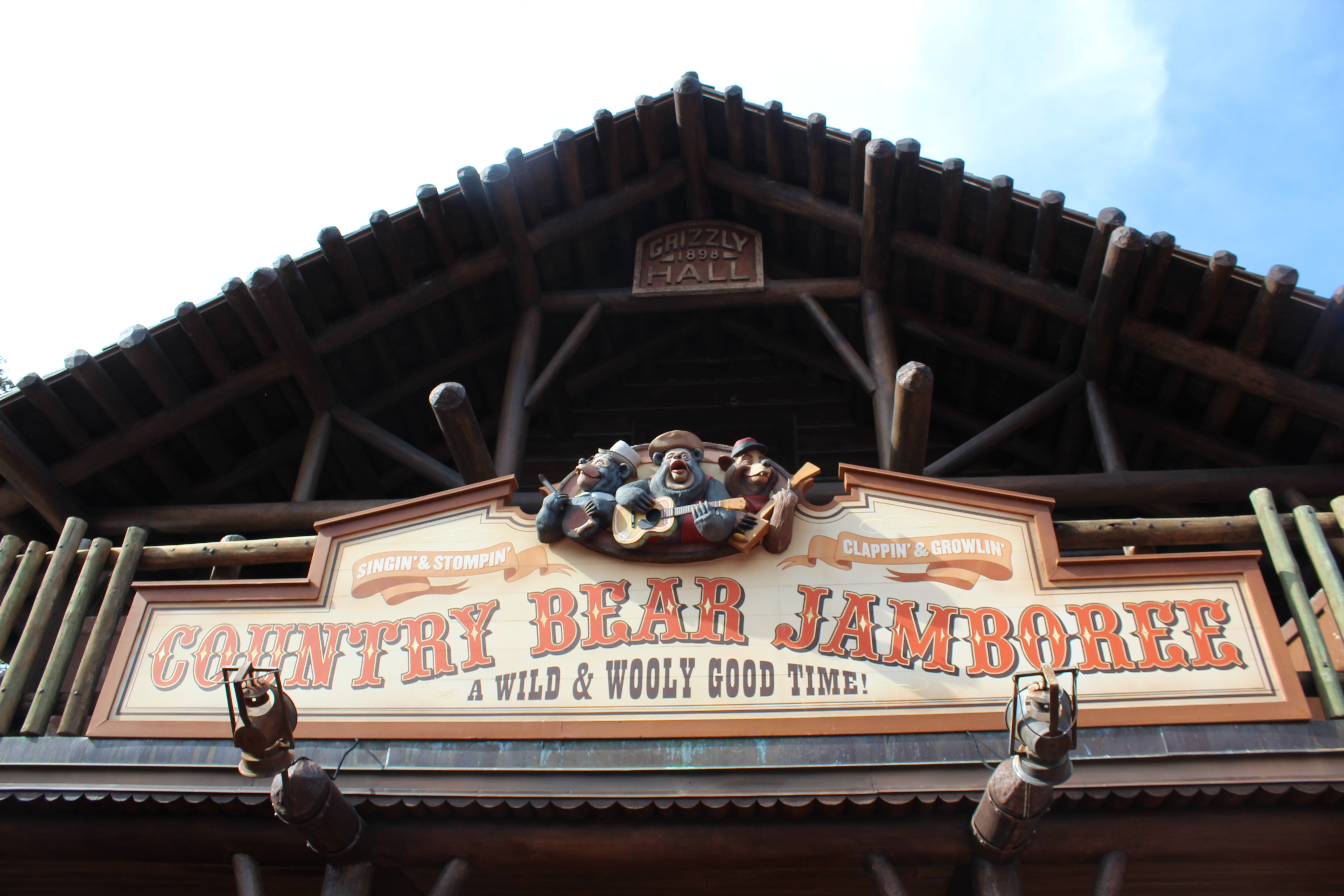
Enseigne au Magic Kingdom.

L'attraction est située dans le Grizzy Hall inspiré de l'architecture des forêts du nord-ouest des États-Unis dans le Frontierland. On peut observer des marques laissée par les griffes des ours sur le plancher du hall. Cette version comprend 18 ours, un raton-laveur, un bison, un cerf, un élan et un putois.
- Ouverture : 1er octobre 1971 (avec le parc)[6]
- Conception : WED Enterprises
- Audio-animatronics : 20
- Durée : 15 min 55 s
- Ticket requis : « E »
- Type d'attraction : spectacle d'Audio-animatronics
- Situation : 28° 25′ 08″ N, 81° 34′ 58″ O

### Disneyland
En raison du succès de la version de Floride, le parc Disneyland accueillit une version avec deux salles de spectacle. L'attraction ouvrit en 1972 dans un nouveau land nommé Bear Country. Toutefois, le succès ne fut pas au rendez-vous et seule une salle fut utilisée. En 1989, le land changea de nom avec l'ouverture de Splash Mountain.
Le 4 juillet 1986, cette version californienne de l'attraction avait été renommée Country Bear Playhouse.
L'attraction ferme en 2001 afin de construire un parcours scénique sur Winnie l'ourson, Many Adventures of Winnie the Pooh.
- Ouverture : 24 mars 1972
- Fermeture : 9 septembre 2001
- Conception :WED Enterprises
- Audio-animatronics :  2 fois 20
- Partenaires :
  - Pepsi Cola
  - Wonder Bread
- Durée : 15 min 55 s
- Ticket requis : « E »
- Type d'attraction : spectacle d'Audio-animatronics
- Situation : 33° 48′ 45″ N, 117° 55′ 23″ O
- Attraction suivantes :
  - Many Adventures of Winnie the Pooh (2003-)

### Tokyo Disneyland

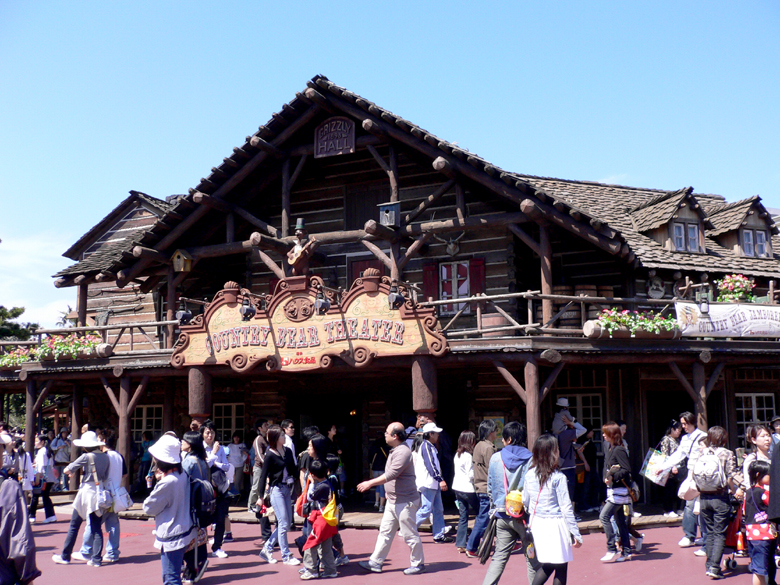
L'attraction à Tokyo Disneyland.

L'attraction prend ici le nom de Country Bear Theater et se situe dans Westernland au pied de Big Thunder Mountain.
- Ouverture : 15 avril 1983 (avec le parc)
- Conception : WED Enterprises
- Audio-animatronics : 20
- Durée : 15 min 55 s
- Type d'attraction : spectacle d'Audio-animatronics
- Situation : 35° 37′ 56″ N, 139° 52′ 56″ E